# Palmira Marçal
Palmira Cristina Marçal (Reserva, 20 de maio de  1984) é uma basquetebolista brasileira atua como ala. Defende atualmente o Ituano Futebol Clube.

## História
Nascida em Reserva no Paraná, sua família mudou-se para Matão quando Palmira tinha dois anos de idade.

## Clubes
| Ano          | Clube                           |
| ------------ | ------------------------------- |
| 2006 - 2008  | Associação Bauru Basquete Clube |
| 2008 - 2012  | Catanduva Basquete Clube        |
| 2014 - 2015  | A.D.C.F. UniMed - Americana     |
| 2018 - Atual | Ituano Futebol Clube            |

## Seleção Brasileira
Palmira Marçal fez parte do elenco da Seleção Brasileira de Basquetebol Feminino, nos Jogos Pan-Americanos de 2007, 2011, e nas Olimpíadas de 2016.